# Chacaltaya
Nevado Chacaltaya är ett berg i Bolivia.   Det ligger i departementet La Paz, i den centrala delen av landet, 400 km nordväst om huvudstaden Sucre. Toppen på Nevado Chacaltaya är 5 421 meter över havet, eller 660 meter över den omgivande terrängen. Bredden vid basen är 17,6 km.
Terrängen runt Nevado Chacaltaya är huvudsakligen kuperad, men norrut är den bergig. Runt Nevado Chacaltaya är det tätbefolkat, med 343 invånare per kvadratkilometer.. Närmaste större samhälle är La Paz, 16,4 km söder om Nevado Chacaltaya. 
Omgivningarna runt Nevado Chacaltaya är i huvudsak ett öppet busklandskap.